# Голота, Анджей
Анджей Ян Голота (пол. Andrzej Jan Gołota, англ. Andrew Golota; род. 5 января 1968 года, Варшава, Польша) — польский боксёр-профессионал, выступавший в тяжёлой весовой категории. Бронзовый медалист чемпионата Европы 1989 года, бронзовый медалист летних Олимпийских игр 1988 года. В разные годы был претендентом на чемпионские титулы по версиям WBC, WBA, IBF и WBO.
Голота получил известность благодаря своим боям с Риддиком Боу, которые он выигрывал по очкам, но был оба раза дисквалифицирован за повторные низкие удары, а также из-за других эксцентричных выходок на ринге.

## Любительская карьера
На любительском уровне Голота провёл 114 боёв, 99 из которых выиграл (27 нокаутом), 13 проиграл и ещё 2 боя закончились с ничейным результатом. Его любительская карьера завершилась выигрышем бронзовой медали на летних Олимпийских играх 1988 года в Сеуле.
Голота выигрывал и в других международных любительских турнирах.
В 1990 году он подрался с Петром Бялостоцки в баре во Влоцлавеке. Ему были предъявлены обвинения в нападении и избиении, после чего он бежал из Польши, так как мог получить пять лет лишения свободы, и никогда не возвращался. В том же году женился на гражданке США польского происхождения и поселился в Чикаго.

## Профессиональная карьера
Дебютировал в феврале 1992 года в бою с Рузвельтом Шулером, которого победил техническим нокаутом в 3-м раунде.
В декабре 1993 года победил техническим нокаутом в 1-м раунде Эдди Тейлора.
В марте 1993 года победил техническим нокаутом во 2-м раунде Бобби Крабтри.
В июле 1993 года победил единогласным решением судей Мариона Уилсона.
В мае 1994 года победил техническим нокаутом в 1-м раунде Терри Дэвиса.
В августе 1994 года встретился с Джеффом Лампкином. После 1-го раунда Лампкин отказался от продолжения боя.
В июле 1993 года второй раз победил единогласным решением судей Мариона Уилсона.

### 16 мая 1995Самсон Поуха—Анджей Голота
- Место проведения:  Курорт Хотел, Атлантик-Сити, Нью-Джерси, США
- Результат: Победа Голоты техническим нокаутом в 5-м раунде в 10-раундовом бою
- Статус: Рейтинговый бой
- Рефери: Эдди Коттон
- Счет судей: Линн Картер, Том Качмарек, Винсент Рэйнон
- Время: 2:44
- Вес: Поуха 130,1 кг; Голота 107,04 кг
- Трансляция: HBO
- Счёт неофициального судьи:

В мае 1995 года встретился с Самсоном Поухой. Соперники постоянно обменивались ударами. Первые 2 раунда прошли под диктовку Голоты. В 3-м раунде Поухе отсчитали два стоячих нокдауна. В 4-м раунде Поуха потряс Голоту попаданием справа. Голота начал клинчевать. Поуха кинулся его добивать. Спасаясь от добивания, Голота в клинче укусил соперника за плечо. Голота был на грани нокдауна, но сумел выстоять до конца раунда. После этого раунда у Голоты образовалось рассечение на лбу. В 5-м раунде Голота трижды отправил соперника в нокдаун, после чего рефери остановил бой.

### 15 марта1996Даниэль Николсон—Анджей Голота
- Место проведения:  Конвеншн Сити, Атлантик Сити, Нью-Джерси, США
- Результат: Победа Голоты техническим нокаутом в 8-м раунде в 10-раундовом бою
- Статус: Рейтинговый бой
- Рефери: Эдди Коттон
- Счет судей: Эл ДеВито (74—78), Мелвина Лейтен (74—77), Стив Вейсфелд (73—77) — все в пользу Голоты
- Время: 3:00
- Вес: Николсон 98,0 кг; Голота 107,9 кг
- Трансляция: HBO
- Счёт неофициального судьи: Харольд Ледерман (65—67 Голота) — оценки после 7-го раунда

В марте 1996 года Голота вышел на ринг против Даниэля Николсона. В середине 5-го раунда поляк боднул противника головой. Рефери снял с него одно очко. Американец взял время на восстановление и отдыхал несколько минут. В 8-м раунде Николсон пропустил множество ударов. Его тренер Эммануэль Стюард не выпустил его на 9-й раунд. Комментаторы HBO назвали это хорошим решением.

### 11 июля 1996Риддик Боу—Анджей Голота
- Место проведения:  Мэдисон-Сквер-Гарден, Нью-Йорк, Нью-Йорк (штат), США
- Результат: Победа Боу дисквалификацией в 7-м раунде в 12-раундовом бою
- Статус: Рейтинговый бой
- Рефери: Уэйн Келли
- Счет судей: Стив Вейсфелд (65—67), Луис Ривера (65—67), Джордж Колон (66—67) — все в пользу Голоты
- Время: 2:30
- Вес: Боу 114,30 кг; Голота 110,20 кг
- Трансляция: HBO
- Счёт неофициального судьи: Харольд Ледерман (56—56)

В июле 1996 года состоялся бой между Риддиком Боу и непобеждённым Анджеем Голотой. Фаворитом в этом бою был Боу (ставки на него принимались из расчета 12 к 1). Перед боем Боу объявил себя «народным чемпионом», а также сказал, что после боя с Голотой встретится с Ленноксом Льюисом, а затем планирует провести супербой с Майком Тайсоном. Боу в этом бою весил на 5,4 кг больше, чем в предыдущем бою. Перевес Боу объяснил тем, что не слишком долго тренировался к бою с Голотой. Неожиданно для всех Голота доминировал в бою, однако постоянно нарушал правила. В конце 3-го раунда Голота ударил в пах. Боу остался стоять. Рефери предупредил поляка, что в следующий раз снимет за это же нарушение очко. В конце 4-го раунда Голота вновь ударил в пах. На этот раз Боу упал. Рефери снял с поляка очко и дал американцу 5 минут на восстановление. Боу отдыхал чуть более минуты. В конце 6-го раунда Голота в 3-й раз ударил ниже пояса, хотя на этот раз не в пах. Боу скорчился от боли. Рефери вновь снял очко с него и дал время на отдых американцу. Боу вновь восстанавливался более минуты. В середине 7-го раунда Голота провёл ещё один удар ниже пояса. Рефери опять снял с него очко. Боу сразу же принялся атаковать и провёл два удара по затылку. Рефери устно предупредил его. Ближе к концу раунда поляк начал бомбить Боу. За 30 секунд до конца он провёл серию ударов в голову, а затем левый апперкот в пах. Боу свалился на канвас. Рефери Уэйн Келли остановил бой и дисквалифицировал поляка. На ринг сразу же выбежали люди из обоих углов, а потом и просто зрители, и завязалась потасовка.
Члены службы безопасности Боу вышли на ринг и приблизились к Голоте, который стоял спиной, когда возвращался в свой угол. Один из них толкнул Голоту, из-за чего Голота ударил его в ответ. Другой человек, как впоследствии выяснилось, Джейсон Харрис, начал бить Голоту рацией, из за чего Голоте наложили 11 швов. 74-летний Лу Дува также был ранен в ближнем бою и рухнул на холст из за боли в груди и в конечном счете покинул ринг на носилках. В конце концов фанаты Голоты пошли в драку с окружением Боу внутри ринга, а также за его пределами. В конце концов, были арестованы 10 человек, 8 полицейских получили ранения и 9 зрителей были госпитализированы. Бой получил статус «событие года» по версии журнала «Ринг». Несмотря на поражение, авторитет Голоты существенно вырос, а Боу упал, так Голота выиграл все раунды, кроме одного на показателе одного судьи и все, кроме двух на показателях двух других.

### 14 декабря 1996Риддик Боу—Анджей Голота (2-й бой)
- Место проведения:  Конвеншн Центр, Атлантик Сити, Нью-Джерси, США
- Результат: Победа Боу дисквалификацией в 9-м раунде в 10-раундовом бою
- Статус: Рейтинговый бой
- Рефери: Эдди Коттон
- Счёт судей: Стив Вейсфелд (71—75), Шариф Рашада (73—75), Эл Де Вито (72—74) — все в пользу Голоты
- Время: 2:52
- Вес: Боу 106,60 кг; Голота 108,40 кг
- Трансляция: HBO TVKO
- Счёт неофициального судьи: Харольд Ледерман (72—75 Голота)

В декабре 1996 года состоялся реванш между Анджеем Голотой и Риддиком Боу. Предыдущий бой вызвал огромный ажиотаж и интерес в матче-реванше. Боу в интервью заявил, что недооценил Голоту и слабо подготовился к предыдущиму бою, но теперь он изменил свои привычки и подготовился к бою. Перед боем лагерь Боу покинул тренер Эди Футч. Несмотря на это, в этом бою Боу весил на 7,7 кг меньше, чем в предыдущем бою. Но Голота снова выигрывал бой. В середине 2-го раунда поляк пробил правый кросс в верхнюю часть головы. Боу качнулся и упал на колени. Он поднялся на счёт 4. После возобновления боя Голота зажал противника у канатов и начал добивать. Боу отвечал контрударами. В конце 2-го раунда Голота ударил головой в челюсть Боу. Рефери приостановил бой и снял с поляка очко. Сам поляк получил рассечение в этом эпизоде. В начале 4-го раунда Боу провёл правый хук в голову. Голота отступил. Боу сразу же выбросил ещё несколько правых хуков, затем несколько левых. Поляк упал на канвас. Это был его 1-й нокдаун в карьере. Он встал на счет 5. Боу не смог добивать противника, так как Голота перевёл поединок в возню в ближней дистанции. В середине 4-го раунда Голота провёл два удара — левый и правый апперкоты — ниже пояса. Рефери его устно предупредил. В конце 4-го раунда Голота повторил удары ниже пояса. Боу упал на канвас. На этот раз рефери снял очко у поляка. В середине 5-го раунда Голота провёл правый хук в голову. Затем два коротких левых хука в челюсть и длинный правый в голову. Затем он провёл серию в живот, и ещё серию коротких крюков в челюсть. Обессиленный Боу свалился на канвас. Он поднялся на счет 7. После возобновления боя Голота прижал его к канатам и начал добивать. Боу смог достоять до гонга. В конце 9-го раунда Голота провёл многоударную серию в пах — правый апперкот, левый, затем снова правый. «Низкие удары!»(англ. Low blows!) — прокричал комментатор HBO Джим Лэмпли. Боу упал на настил. Рефери остановил бой, и дисквалифицировал Голоту. Боу лежал на полу несколько минут. В послематчевом интервью Боу на вопрос не хочет ли он провести третий бой с Голотой ответил: « Моя мама родила меня не идиотом». После этого боя Боу 8 лет не выходил на ринг.

### 4 октября 1997Леннокс Льюис—Анджей Голота
- Место проведения:  Сесарс Хотел энд Касино, Атлантик Сити, Нью-Джерси, США
- Результат: Победа Льюиса нокаутом в 1-м раунде в 12-раундовом бою
- Статус: Титул WBC в тяжёлом весе (2-я защита Льюиса)
- Рефери: Джо Кортес
- Время: 1:35
- Вес: Льюис 110,70 кг; Голота 110,70 кг
- Трансляция: HBO TVKO

В октябре 1997 года состоялся бой Голоты против британца Леннокса Льюиса. Льюис неожиданно сразу же набросился на Голоту. На 2-й минуте 1-го раунда он запер поляка в углу и провёл несколько сильных правых кроссов подряд в челюсть, а потом ещё добавил пару крюков с обеих рук. Голота упал. Он встал с безумными глазами и вдруг побежал в сторону. Джо Кортес поспешил за ним и остановил его. Из-за этого рефери считал дольше положенных 10 секунд. Поляк не высказал готовности продолжать поединок и явно не пришёл в себя, однако Джо Кортес позволил бою продолжиться. Льюис тут же набросился вновь на Голоту. Голота встал на одном месте, даже не пытаясь уйти от атаки. Льюис провёл серию мощнейших кроссов с обеих рук, вновь загнав поляка в угол. Затем Льюис провёл ещё серию ударов, преимущественно с правой руки. Голота рухнул в углу. Рефери начал отсчёт, но видя, что поляк не приходит в себя, остановил бой.
Голота впоследствии утверждал, что на него так подействовали инъекции лидокаина в правое колено в связи с тендинитом, которые дал ему его врач незадолго до боя, что заставило его опьянеть и нарушили его зрение. Побочные эффекты лидокаина включают головокружение, ухудшение зрения, судороги. В результате, он подал иск против его врача, обвиняя его в медицинской халатности, утверждая, что инъекции стоили ему бой и сделки с HBO за $ 21 млн, которые отказались транслировать его ближайшие четыре-пять боев.

## 1998—2000

### 21 июля 1998Кори Сандерс—Анджей Голота
- Место проведения:  Марк Джи Этесс Арена, Атлантик Сити, Нью-Джерси, США
- Результат: Победа Голоты единогласным решением в 10-раундовом бою
- Статус: Рейтинговый бой
- Рефери: Тони Орландо
- Счет судей: Дебора Барнс (100—90), Пол Венти (99—90), Кейсон Чикс (97—93) — все в пользу Голоты
- Вес: Голота 109,32 кг; Сандерс 118,80 кг
- Трансляция: USA Network

В июле 1998 года Анджей Голота вышел на ринг против Кори Сандерса. В зрелищном бою поляк переиграл соперника. В поединке Сандерс получил рассечение над правым глазом.

### 2 октября 1998Тим Уизерспун—Анджей Голота
- Место проведения:  Хала Лудова, Вроцлав, Польша
- Результат: Победа Голоты единогласным решением судей в 12-раундовом бою
- Статус: Рейтинговый бой
- Рефери: Стив Смокер
- Счёт судей: 91-99, 91-100, 93-98 все в пользу Голоты
- Вес: Уизерспун 107,1 кг; Голота 108,0 кг
- Трансляция: HBO

В октябре 1998 года Голота встретился с Тимом Уизерспуном. Голота работал преимущественно джебом с дальней дистанции, не подпуская к себе противника. Уизерспун пытался подойти на ближнюю дистанцию за счет длинных одиночных ударов. Голота превосходил соперника в скорости, за счет чего сумел нанести большее количество ударов, и не пропустить в ответ. В итоге с большим преимуществом Голота победил единогласным решением судей.

### 30 января 1999Джесси Фергюсон—Анджей Голота
- Место проведения: Атлантик-Сити, Нью-Джерси, США
- Результат: Победа Голоты единогласным решением судей в 12-раундовом бою
- Статус: Рейтинговый бой
- Рефери: Джо Кортес
- Счёт судей: Джон Потурай (100—89), Хилтон Уитакер III (100—89), Евгения Уильямс (99—90)- Все в пользу Голоты
- Вес: Фергюсон 95,6 кг кг; Голота 105,90 кг
- Трансляция: HBO

В январе 1999 года Голота встретился с Джесси Фергюсоном. Первоначально Голота хотел встретиться с Джимми Тандером, но Тандер получил травму и был заменён на Джесси Фергюсона. Голота доминировал весь бой и победил единогласным решением судей. После этого боя Фергюсон ушёл из бокса.

### 20 ноября 1999Майкл Грант—Анджей Голота
- Место проведения: Атлантик-Сити, Нью-Джерси, США
- Результат: Победа Гранта техническим нокаутом в 10 раунде в 12-раундовом бою
- Статус: Бой за титул NABF. Элиминатор WBC
- Рефери: Рэнди Ньюманн
- Счёт судей: Дика Флаэрти (86-81), Мелвина Латхам (87-80), Чак Хассетт (85-83) — Все в пользу Голоты
- Вес: Грант 95,6 кг кг; Голота 105,90 кг
- Трансляция: HBO

В ноябре 1999 года Голота вышел на ринг против непобеждённого Майкла Гранта. В первом же раунде Голота дважды отправил Гранта в нокдаун. Голота доминировал весь бой. В 10 раунде Грант отправил поляка в нокдаун. Голота поднялся, и неожиданно сдался, сказав рефери, что не хочет продолжать.

### 16 июня 2000Орлин Норрис—Анджей Голота
- Место проведения: Мандалай Бай Ресорт КазиноЛас-Вегас, Невада, США
- Результат: Победа Голоты единогласным решением судей в 10-раундовом бою
- Статус: Рейтинговый бой
- Рефери: Митч Халперн
- Счёт судей: Кэрол Кастеллано (98-92), Дуэйн Форд (99-91), Патрисия Морс Джаман (97-94)- Все в пользу Голоты
- Вес: Норис 95,6 кг кг; Голота 105,90 кг
- Трансляция: HBO

В июне 2000 года Голота встретился с Орлином Норрисом. Голота победил единогласным решением судей.

### 20 октября 2000Майк Тайсон. —Анджей Голота
- Место проведения:  Зе Палас, Эбёрн Хиллс, Мичиган, США
- Результат: Победа Тайсона техническим нокаутом в 3-м раунде в 10-раундовом бою; позже результат поменялся на no contest (не состоявшийся)
- Статус: Рейтинговый бой
- Рефери: Фрэнк Гарца
- Время: 3:00
- Вес: Тайсон 100,70 кг; Голота 108,90 кг
- Трансляция: Showtime SET

В октябре 2000 года Голота встретился с Майком Тайсоном. Этот бой получил название Разборки в Мотауне. Тайсон сразу пошёл в атаку. В конце 1-го раунда он правым крюком в челюсть отправил Голоту в нокдаун. Голота поднялся и был в состоянии продолжать бой, достояв до конца раунда, но у него пошло кровотечение из раны над левым глазом. Надеясь получить нокаутом победу, Тайсон продолжил своё агрессивное нападение в течение почти всего второго раунда, в результате чего Голота несколько раз связывал Тайсону руки, чтобы попытаться снизить эффективность его мощных ударов. Хотя Голота пытался сопротивляться, Тайсон легко выиграл раунд и вёл по очкам на показателях всех 3 судей. В перерыве между 2-м и 3-м раундами Голота отказался от продолжения боя. Угол Голоты пытался его уговорить продолжить бой, но безрезультатно. Голота сбежал с ринга. Решение Голоты отказаться от боя возмутило Тайсона, который чувствовал, что он потерял возможность получить традиционную победу нокаутом. Тайсона пришлось удерживать в его углу, чтобы предотвратить его нападение на Голоту. Пока Голота покидал зал, зрители кидали в него разные предметы, в основном стаканы из-под напитков. Возле самого выхода в него попала банка с красным энергетиком, который разлился по телу боксёра. Позже представители телеканала Showtime заявили, что Голота — трус, и больше они никогда его не покажут на своём канале. Вскоре после боя допинг-проба Тайсона показала наличие в крови следов марихуаны, и бой был признан несостоявшимся. После боя Голоту доставили в больницу. Там выяснилось, что Голота перенес сотрясение мозга, перелом левой скулы, и грыжу межпозвоночного диска между четвёртым и пятым шейными позвонками во время боя, из-за чего выбыл из бокса почти на 3 года, прежде чем вернуться 14 августа 2003 года.

## 2003—2008
В августе 2003 года Голота встретился с Брайаном Никсом и победил техническим нокаутом в 7-м раунде.
В ноябре 2003 года встретился с Терренсом Льюисом. Голота отправлял противника в нокдаун в первом, втором и дважды в шестом раунде и победил техническим нокаутом в 6-м раунде.

### 17 апреля 2004Крис Бёрд—Анджей Голота
- Место проведения:  Мэдисон Сквер Гарден, Нью-Йорк Сити, Нью-Йорк, США
- Результат: Ничья раздельным решением судей в 12-раундовом бою
- Статус: Чемпионский бой за титул IBF в тяжёлом весе (2-я защита Бёрда)
- Рефери: Рэнди Ньюманн
- Счёт судей: Мелвина Латхам (114—114), Тони Паолилло (115—113 Бёрд), Стив Вейсфелд (115—113 Голота)
- Вес: Бёрд 95,6 кг кг; Голота 108,90 кг
- Трансляция: HBO

В апреле 2004 года Голота вышел на ринг против Криса Бёрда. Бёрд великолепно защищался, принимая многочисленные удары Голоты на блок либо уходя от них за счёт работы корпусом. В результате Голоте практически не удавалось достать оппонента акцентированным попаданием. Более того, американский тяжеловес то и дело огрызался быстрыми, резкими и крайне неприятными для соперника джебами и кроссами. Голота шёл вперёд и атаковал оппонента многоударными комбинациями, которые не всегда, но всё-таки достигали цели. В целом, Бёрд превзошёл оппонента в качестве ударов, при этом заметно уступив в их количестве. В итоге судьи посчитали, что поединок завершился вничью.

### 13 ноября 2004Джон Руис—Анджей Голота
- Место проведения:  Мэдисон Сквер Гарден, Нью-Йорк Сити, Нью-Йорк, США
- Результат: Победа Руиса единогласным решением в 12-раундовом бою
- Статус: Чемпионский бой за титул WBA в тяжёлом весе (2-я защита Руиса)
- Рефери:Рэнди Ньюманн
- Счет судей: Джозеф Паскуале (114—111), Джон Потурай (113—112), Джон Потурай (114—111) — все в пользу Руиса
- Счёт неофициального судьи: (117—108)- в пользу Голоты
- Вес: Голота 108,3 кг; Руис 108,4 кг
- Трансляция: HBO

В ноябре 2004 года Голота вышел на ринг против Джона Руиса. На телефонной пресс-конференции Руис сказал: «Бой с Голотой вряд ли окажется очень тяжёлым. Трудно даже представить себе лучшего оппонента, чем Голота, который ломается, как только на него надавишь». Голота, также принимавший участие в пресс-конференции, на удивление спокойно отреагировал на эти заявления Руиса. «Пусть говорит, меня это не волнует», — сказал он, а также заявил, что уверен в победе и собирается нокаутировать Руиса «примерно в пятом-восьмом раунде». Его тренер Сэм Колонна также добавил, что Анджей очень хорошо проявил себя в ходе подготовки к бою, успев за время спаррингов вывести из строя двух спарринг-партнёров. Во втором раунде Джон Руис дважды побывал в нокдауне. В четвёртом раунде с него же было снято очко за удар соперника после команды «Стоп». Это был первый раз, когда Руиса оштрафовали за нарушения, хотя он уже успел провести ряд «грязных боёв». Голота выигрывал бой и превзошёл противника по числу попаданий, но победу единогласным решением судей присудили Руису, причём по мнению 3 судьи Руис выиграл 9 раундов из 12.В после-матчевом интервью Руис назвал бой с Голотой самым тяжёлым боем в своей карьере. Эта была 5 защита титула Руиса, а также 5 победа над боксёрами, входящими в десятку лучших. Решение было спорным, многие эксперты и зрители посчитали, что победил Голота.

### 21 мая 2005Леймон Брюстер—Анджей Голота
- Место проведения:  Единый Центр, Чикаго, Иллинойс, США
- Результат: Победа Брюстера техническим нокаутом в 1 раунде в 12-раундовом бою
- Статус: Чемпионский бой за титул WBO в тяжёлом весе (2-я защита Брюстера)
- Рефери: Хенаро Родригес
- Время: 0:52
- Вес: Голота 112,4 кг; Брюстер 101,6 кг
- Трансляция: HBO

В мае 2005 года Голота встретился с малопримечательным Леймоном Брюстером. Фаворитом в этом бою был Голота (ставки на него принимались из расчета 2,5 к 1). В 1-м раунде Брюстер трижды посылал на канвас противника. После того как поляк упал в 3-й раз рефери остановил бой. Брюстер в очередной раз совершил сенсацию и заявил о себе более серьёзно боксёрской общественности.

### 6 октября2007Кевин Макбрайд—Анджей Голота
- Место проведения:  Мэдисон Сквер Гарден, Нью-Йорк Сити, Нью-Йорк, США
- Результат: Победа Голоты техническим нокаутом в 6-м раунде в 12-раундовом бою
- Статус: Бой за вакантный североамериканский титул IBF в тяжёлом весе
- Рефери: Артур Мерканте младший
- Время: 2:42
- Вес: Макбрайд 122,90 кг; Голота 110 кг
- Трансляция:

В октябре 2007 года Голота встретился с Кевином Макбрайдом. Голота доминировал весь бой и в 6 раунде во взаимном мощном рубилове разбил в конце концов лицо Макбрайду мощным левым прямым, отбросив того к канатам. Открылось кровотечение из гематомы под левым глазом (до того у Кевина уже были подбиты глаза и скулы, и в его углу в перерывах пытались «размазать» подпухающие синяки), и судья через несколько секунд вмешался и остановил бой.

### 19 января 2008Майк Молло—Анджей Голота
- Место проведения:  Мэдисон-Сквер-Гарден, Нью-Йорк, Нью-Йорк (штат), США
- Результат: Победа Голоты единогласным решением в 12-раундовом бою.
- Статус: Рейтинговый бой
- Рефери: Рэнди Ньюманн
- Счет судей: Роберт Гилсон (116—110), Том Шрек (116—112), Робин Тейлор (118—109) — все в пользу Голоты
- Вес: Молло 100,70 кг; Голота 107,50 кг
- Трансляция: HBO PPV
- Счёт неофициального судьи: Харольд Ледерман (117—111 Голота)

В январе 2008 года состоялся бой между Анджеем Голотой и Майком Молло. Первую половину боя поединок был равным, но после середины поляк перехватил инициативу. К концу боя у Голоты полностью закрылся левый глаз. Поединок проходил в рамках шоу, организованного телеканалом HBO, главным событием которого был бой Рой Джонс — Феликс Тринидад.
В ноябре 2008 года в бою за вакантный WBC США (USNBC) в тяжёлом весе Голота встретился с Рэем Остином. Остин отправил Голоту в нокдаун уже на 4-й секунде и на протяжении всего первого раунда был более активен. В конце он обрушил на Голоту град ударов и поляк вновь оказался на настиле ринга, но поднялся. Голота отказался выйти на второй раунд из-за травмы руки.

## 2009—2014
В октябре 2009 года в бою за вакантный интерконтинентальный титул по версии IBF Голота встретился с Томашем Адамеком. Голота вышел на ринг с явным перевесом. Адамек доминировал весь бой и победил техническим нокаутом в 5 раунде. После этого боя Голота более 3 лет не выходил на ринг.
В феврале 2013 года Голота встретился с бывшим чемпионом Европы Пшемыславом Салетой. В интересном бою Салета победил нокаутом в шестом раунде, на момент остановки боя Голота вёл на картах 2 судей, а на карте 3 судьи была ничья.
В октябре 2014 года в польском городе Ченстохова принял участие в показательном бою против Даниэля Николсона. Это был прощальный бой польского супер- тяжеловеса которым он завершил карьеру.